# سوناكوم حافلة 49
- هي حافلة مخصصة للرحلات الطويلة وخارج المدينة وهي نموذج مماثل للBerliet Cruisair ، بحيث كانت تستخدم بكثرة في فترة التسعينات في قطاع النقل ما بين الولايات.
- تتوفر بثلاث أصناف هي 49V8 ، 49V8F و 49L6 ، و الاختلاف يكمن في المحركات.
- يتم تجهيز النموذجين بمحرك Deutz V8 .

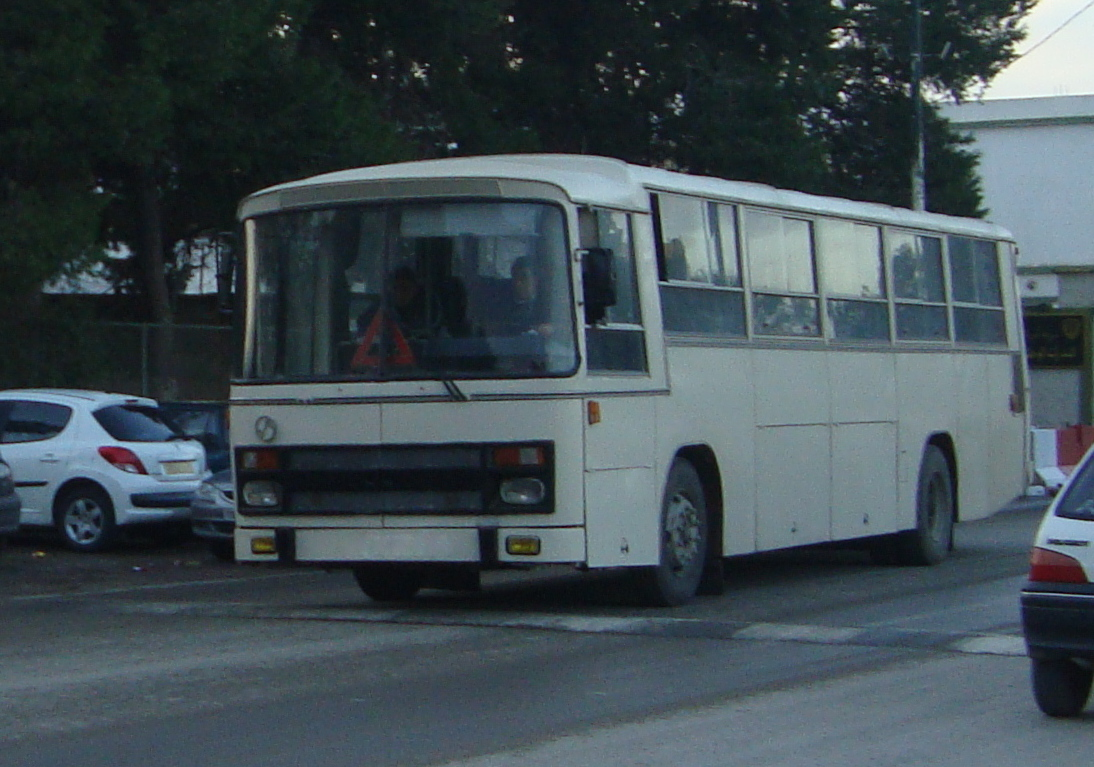

## 49L6
- يجهز هذا النموذج من الحافلة بمحرك Cummins ستة أسطونات في خط مع شاحن توربيني.

## نهاية الإنتاج
- في سنة 2002 تم تعويض هاته الحافلة بالموديل الجديد سوناكوم سفير